# Bulbul daurat
El bulbul daurat (Calyptocichla serinus) és una espècie d'ocell de la família dels picnonòtids (Pycnonotidae) i única espècie del gènere Calyptocichla. El seu estat de conservació es considera de risc mínim.

## Hàbitat i distribució
Se'l troba al dosser de la selva i boscos transformats des de Sierra Leone cap a l'est fins al sud de Camerun, Bioko, sud-oest de la República Centreafricana, nord, nord-est i est de la República Democràtica del Congo, Gabon i la desembocadura del Riu Congo.